# Андозеро (озеро, Вологодская область)
Андо́зеро (А́ндозеро, Андозерское) — озеро в Белозерском районе Вологодской области России. Расположено на Белозерской гряде, в 44 км к западу от районного центра — города Белозерска, на высоте 140 метров над уровнем моря.
Относится к бассейну реки Суды. Площадь озера составляет 44,4 км², площадь водосборного бассейна — 568 км². Далеко выступающими полуостровами разделено на четыре плёса. Глубина — до 4 метров, в ямах — до 6 м. Впадает река Маттерка и несколько небольших рек и ручьёв, вытекает река Андога. Берега заболоченные, пологие и низкие, местами покрыты лесом, прибрежная зона зарастает тростником, камышом и хвощом. Протокой Нова соединено с Новозером.
Водоём богат рыбой. Основными представителями ихтиофауны являются лещ, щука, снеток и плотва. В 1930-е годы добывалось до 700 центнеров.
На берегу озера расположены населённые пункты Панинского, Визьменского и Артюшинского сельских поселений.
Андозеро является одним из крупнейших месторождений сапропеля в России.
На берегу Андозера находятся стоянки каргопольской культуры Андозеро 2 и Андозеро 5.
По словам местных жителей, слово «Андозеро» значит «глубокое, капризное».

## Данные водного реестра
По данным государственного водного реестра России и геоинформационной системы водохозяйственного районирования территории РФ, подготовленной Федеральным агентством водных ресурсов:
- Бассейновый округ — Верхневолжский
- Речной бассейн — (Верхняя) Волга до Куйбышевского водохранилища (без бассейна Оки)
- Речной подбассейн — реки бассейна Рыбинского водохранилища
- Водохозяйственный участок — Суда от истока до устья